# خط الإشارة

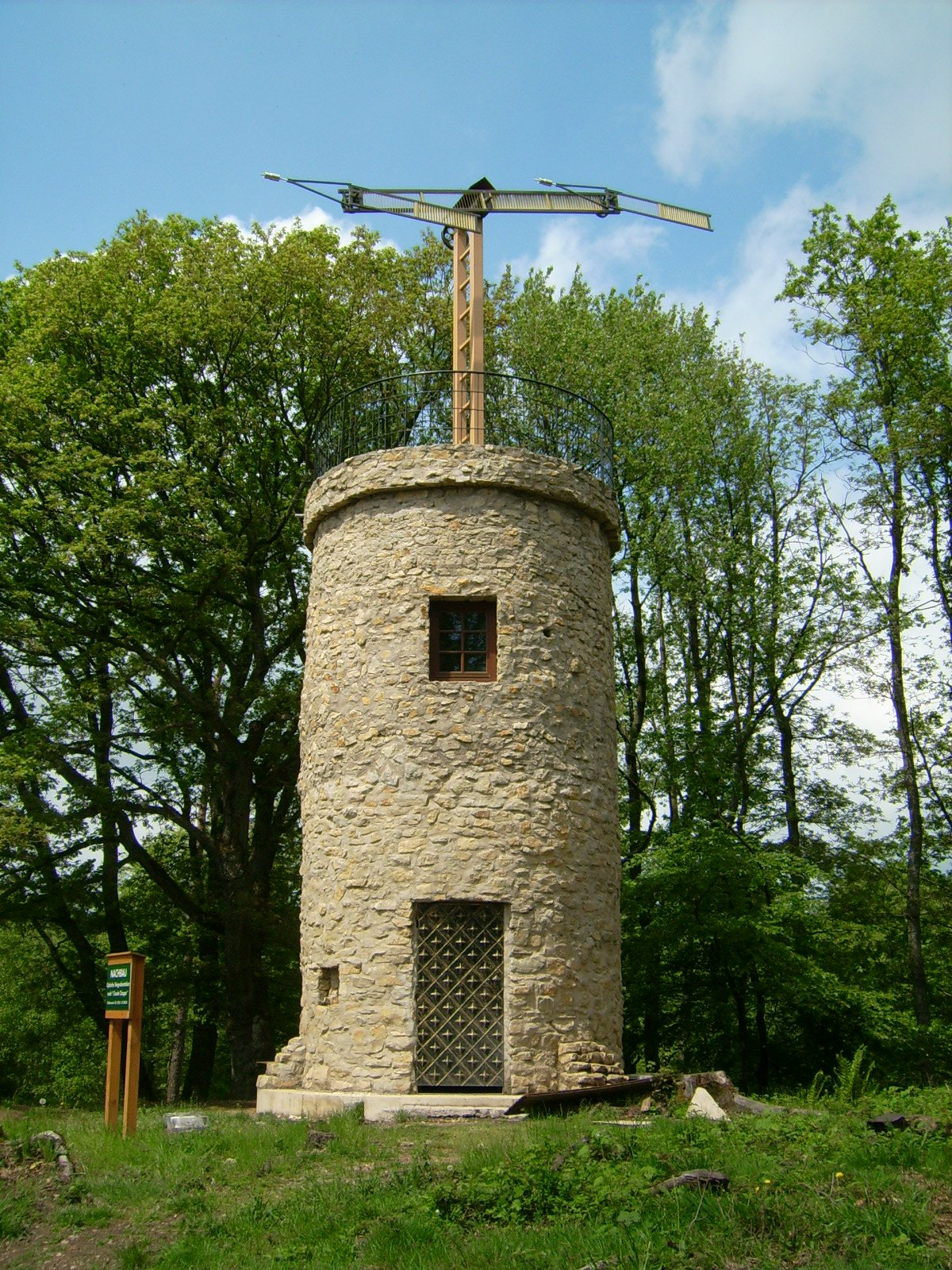

التلغراف هو نظام لنقل المعلومات عن طريق الإشارات البصرية، وذلك باستخدام أبراج مع مصاريع محورية، المعروف أيضا باسم شفرات أو المجاذيف. يتم ترميز المعلومات من قبل موقف العناصر الميكانيكية. يتم قراءة عندما مصراع في وضع ثابت. تم اختراع النظام الأكثر استخداما في عام 1792 في فرنسا من قبل كلود تشاب، وكان شائعا في أواخر القرن الثامن عشر إلى أوائل القرن التاسع عشر[1][2][3]. وكانت أسرع بكثير من الدراجين بعد لنقل رسالة على مسافات طويلة، وأيضا أرخص تكاليف التشغيل على المدى الطويل، وبمجرد تشييدها. وكانت خطوط الإشارات تمهيدا للتلغراف الكهربائي، الذي سيحل محلها بعد نصف قرن، وسيكون أيضا أرخص وأسرع وأكثر خصوصية. المسافة التي تلغراف بصري يمكن جسر يقتصر الجغرافيا والطقس. وبالتالي، في الاستخدام العملي، فإن معظم البرقات البصرية تستخدم خطوط محطات التتابع لربط المسافات الطويلة. كما منع هذا التلغراف البصري من عبور مساحات واسعة من المياه، ما لم يمكن استخدام جزيرة مريحة لمحطة ترحيل. وتشمل المشتقات الحديثة لنظام سيمافور إشارة العلم (نظام ترحيل العلم) و هيليوغراف (البرق البصري باستخدام انعكاسات أشعة الشمس الموجهة مرآة).

## أصل التسمية والمصطلحات
وقد صاغ كلمة سيمفور في عام 1801 من قبل المخترع الفرنسي لخط سيمفور نفسه، كلود تشاب]]. انه يتألف من العناصر اليونانية (سيما، 'علامة')[]؛ و أو من (فيرين، 'لتحمل')[]. كما صاغ تشاب كلمة التلغراف. وقد طبعت كلمة سيمافوريك لأول مرة في اللغة الإنجليزية في 1808 'التلغرافات سيمافوريك التي شيدت حديثا'، مشيرا إلى تدمير التلغراف في فرنسا[.]. تم طباعة كلمة سيمافور لأول مرة في اللغة الإنجليزية في عام 1816 'تم إنشاء سيمافور محسنة على رأس الأميرالية'، في إشارة إلى تركيب تلغراف أبسط اخترعها السير هوم بوفام. [بحاجة لمصدر] تسمى تلغراف إشارة أيضا 'البصرية التلغراف '،' سلاسل تلغراف مصراع '،' تلغراف تشاب 'أو' نابليون سيمافور '.

## التصاميم الأولية
يرجع تاريخ التلغراف (الإبراق البصري) إلى العصور القديمة، في شكل البرقيات الهيدروليكية، والمشاعل (كما تستخدمها الثقافات القديمة منذ اكتشاف النار) والإشارات الدخانية. كان التصميم الحديث لأعمدة الإشارة قد تنبأ به الموسوعي البريطاني «روبرت هوك»، الذي قدم مخططًا حيويًا وشاملاً للتلغراف إلى الجمعية الملكية في تقديم 1684 عرض فيه تفاصيل عملية عديدة. لكن النظام، الذي كان مدفوعًا بالمخاوف العسكرية، في أعقاب معركة فيينا الأخيرة عام 1683، لم يطبق مطلقًا.
كانت واحدة من أولى تجارب الإشارات الضوئية تلك التي أجراها مالك الأراضي والمخترع الإنكليزي الأيرلندي، السير «ريتشارد لوفيل إيدجورث» في عام 1767. راهن مع صديقه، مقامر سباق الخيل اللورد (الرب) مارش، أنه يستطيع إرسال المعرفة بنتيجة السباق خلال ساعة واحدة فقط. باستخدام شبكة من إشارات قطاعية منتصبة على أرض مرتفعة، سترصد الإشارة من محطة إلى أخرى عن طريق التلسكوب. تتكون الإشارة نفسها من مؤشر كبير يمكن وضعه في ثمانية مواقع محتملة مع إضافة 45 درجة بالتتالي. أعطت سلسلة من اثنين من هذه الإشارات ما مجموعه 64 من عناصر الرمز وإشارة ثالثة استغرق رفعته إلى ما يصل إلى 512. عاد إلى فكرته في عام 1795، بعد سماع نظام تشاب.

## فرنسا
يعود الفضل في أول تلغراف بصري ناجح إلى المهندس الفرنسي «كلود شابي» وإخوانه عام 1792، الذين نجحوا في تغطية فرنسا بشبكة من 556 محطة تمتد على مسافة إجمالية قدرها 4800 كيلومتر (3000 ميل). تم استخدام نظام شابي «لو سيستمي شابي» للاتصالات العسكرية والوطنية حتى خمسينيات القرن التاسع عشر.

### التطوير في فرنسا
خلال 1790-1795، في ذروة الثورة الفرنسية، احتاجت فرنسا إلى نظام اتصالات سريع وموثوق به لإحباط الجهود الحربية لأعدائها. كانت فرنسا محاطة بقوات بريطانيا وهولندا وبروسيا والنمسا وإسبانيا، وكانت مدينتي مارسيليا وليون متمردتان، وكان الأسطول البريطاني يسيطر على «تولون». الميزة الوحيدة التي كانت لدى فرنسا هي عدم وجود تعاون بين القوات المتحالفة بسبب عدم كفاية خطوط الاتصال. في صيف عام 1790، شرع الأخوان شابي في ابتكار نظام اتصال يسمح للحكومة المركزية بتلقي المعلومات الاستخباراتية ونقل الأوامر في أقصر وقت ممكن. نظر شابي في العديد من الطرق الممكنة بما في ذلك الصوت والدخان. لقد فكر في استخدام الكهرباء، لكنه لم يجد عزلًا للموصلات الذي سيصمد أمام مصادر الكهرباء عالية الجهد المتاحة في ذلك الوقت. استقر شابي على استخدام النظام البصري وجرى العرض العملي العام الأول في 2 مارس 1791 بين «برولون» و «بارسي»، على مسافة 16 كم (9.9 ميل). يتكون النظام من ساعة رقاصية معدلة في كل نهاية بأقراص مؤشرة بعشرة أرقام. من المؤكد أن عقارب الساعات تحركت بشكل أسرع بكثير من الساعة العادية. تم ضبط عقارب كلتا الساعتين في نفس الوقت مع إشارة للتزامن. أشارت إشارات أخرى إلى الوقت الذي يجب أن يقرأ فيه القرص. ثم يبحث عن الأرقام المرسلة في دفتر شفرات. في تجاربهم الأولية على مسافة أقصر، قرع الأخوة شابي مقلاة للتزامن. في العرض العملي، استخدموا لوحات سوداء وبيضاء روقبت باستخدام تلسكوب. اختيرت الرسالة المراد إرسالها من قِبل مسؤولي البلدة في برولون وأرسلها «رينيه شابي» إلى «كلود شابي» في بارسي الذي لم يكن لديه معرفة مسبقة بالرسالة. محتوى الرسالة «إذا نجحت، فستستمتع قريباً بالمجد». كان فقط في وقت لاحق حتى أدرك شابي أنه يمكن الاستغناء عن الساعات ويمكن استخدام نظام التزامن نفسه لتمرير الرسائل.
استمر الأخوين شابي في التجارب خلال العامين المقبلين، وفي حادثتين، دُمرت أجهزتهم في «بلاسي دي ايتولي» في باريس على يد الحشود الذين اعتقدوا أنهم يتواصلون مع القوات الملكية. وساعد قضيتهم من خلال انتخاب «إيغناس شابي» في الجمعية التشريعية. في صيف عام 1792 عُيين كلود كمهندس مشغل للتلغراف ووكلت إليه مهمة إنشاء خط من المحطات بين باريس وليل، على مسافة 230 كيلومترًا (حوالي 143 ميلًا). استُخدم لنقل برقيات للحرب بين فرنسا والنمسا. في عام 1794، جلبت أخبارًا عن استيلاء فرنسي ل«كوندي سور ليسكوت» من النمساويين بعد أقل من ساعة من حدوثه. سيمر الرمز الأول للرسالة إلى ليل عبر 15 محطة خلال تسع دقائق فقط. تباينت سرعة الخط مع الطقس، لكن الخط إلى ليل ينقل عادة 36 رمزًا أو رسالة كاملة، في حوالي 32 دقيقة. انتهي من خط آخر من 50 محطة في عام 1798، مغطيًا 488 كم بين باريس وستراسبورغ. منذ عام 1803، استخدم الفرنسيون أيضًا إشارة ديبيلون ثلاثية الذراع في المواقع الساحلية لتوفير تحذير من الغارات البريطانية.

### العمليات التقنية لنظام شابي
حدد الإخوة شابي بالتجربة أنه كان من السهل رؤية زاوية قضيب من رؤية وجود أو عدم وجود لوحة. كان جهاز الإشارة الخاص بهم مؤلف من ذراعين خشبيين متحركين، متصلين بقطعة عرضية؛ تشير مواضع هذه المكونات الثلاثة معًا إلى حرف أبجدي. مع وجود ثقل موازن (يحمل اسم الشوك) على الأذرع، كان نظام شابي يُتحكم فيه فقط بمقبضين وكان بسيطًا ميكانيكياً ومتينًا إلى حد معقول. يمكن لكل من الذراعين بطول 2 متر عرض سبعة مواقع، ويمكن للشريط العرضي البالغ طوله 4.6 أمتار والذي يربط بين الذراعين عرض أربع زوايا مختلفة، ليصبح المجموع 196 رمزًا (7 × 7 × 4). لم تنجح العملية الليلية مع وضع المصابيح على الذراعين. لتسريع عملية الإرسال ولتوفير بعض مظاهر الأمان، تم تطوير كتاب الشفرة للاستخدام مع خطوط الإشارة. استخدمت شركة شابي شفرة أخذت 92 من الرموز الأساسية اثنين في وقت واحد لإنتاج 8464 كلمة وعبارة مشفرة.
لم يوفر نظام شابي المنقح لعام 1795 مجموعة من الرموز فحسب، بل أيضًا بروتوكول تشغيلي يهدف إلى زيادة معدل الإنتاجية للخطوط إلى أقصى حد. أُرسلت الرموز في دورات من «2 خطوات و3 حركات».
- الخطوة الأولى، الحركة الأولى (التركيب):

قُلبت أذرع المؤشر لتتماشى مع العارضة المتقاطعة، لتشكيل شكل غير رمزي. ثم نُقلت العارضة في موضع الرمز الحالي.
- الخطوة الأولى، الحركة الثانية (الإرسال):

توضع ذراع المؤشر للرمز الحالي. ثم ينتظر المشغل المحطة المقابلة لنسخها.
- الخطوة الثانية، الحركة الثالثة (الإنهاء):

تحويل الشريط العرضي إلى وضع رأسي أو أفقي، مما يشير إلى نهاية الدورة.
وبهذه الطريقة، يمكن لكل رمز أن ينتشر أسفل الخط بأسرع ما يمكن للمشغلين نسخه بنجاح، مع تأكيد التسليم والتحكم في التدفق المضمن في البروتوكول. استغرق الرمز الذي أُرسل من باريس دقيقتين للوصول إلى ليل عبر 22 محطة و9 دقائق للوصول إلى ليون عبر 50 محطة. كان معدل 2-3 الرموز في الدقيقة قياسي، مع رفع الرقم يصبح عرضة للأخطاء. هذا يتوافق مع معدل 0.4-0.6 كلمة في الدقيقة فقط، ولكن مع الرسائل التي تقتصر على تلك الموجودة في دفتر الشفرات، يمكن زيادة هذا بشكل كبير.